# Главни судија Ирске
Главни судија Ирске (ир. Phríomh-Bhreitheamh na hÉireann) је предсједник Врховног суда у Ирској.
Он врши и сљедеће дужности: судија је Високог суда, члан је Државног савјета и члан Предсједничке комисије.